# Фрідріх-Ердманн фон Гаке
Фрідріх-Ердманн фон Гаке (нім. Friedrich-Erdmann von Hake; 14 серпня 1898, Детмольд — 22 березня 1982, Бергіш-Гладбах) — німецький офіцер, оберст вермахту. Кавалер Лицарського хреста Залізного хреста.

## Біографія
9 жовтня 1914 року вступив в армію. Учасник Першої світової війни. 10 травня 1922 року звільнений у відставку. 11 серпня 1934 року повернувся в армію. З 1939 року — командир 6-го ескадрону 3-го кавалерійського полку. 1 серпня 1939 року переведений в 3-й розвідувальний дивізіон. З 23 жовтня 1939 року — командир 13-го розвідувального дивізіону, з 10 квітня 1942 року — 43-го мотоциклетного батальйону. 16 травня 1942 року призначений в училище танкових військ у Вюнсдорфі та 11-й танковий полк. 20 серпня 1942 року відправлений в резерв ОКГ. З 1 вересня 1942 року — командир 21-го, з 18 вересня 1942 року — 4-го танкового полку. З 25 лютого по 30 квітня 1944 року виконував обов'язки командира 11-ї, з 18 по 25 травня — 13-ї танкової дивізії. З 1 липня по 8 вересня 1944 року — командир 9-го, з 10 жовтня 1944 по 18 січня 1945 року — 27-го танкового полку, з квітня 1945 року — командир дивізії «фон Гаке».
Гаке був засуджений до страти військовим судом 359-ї піхотної дивізії за відмову діяти відповідно до наказу, проте вирок не був затверджений вищими інстанціями.

## Звання
- Фанен-юнкер (9 жовтня 1914)
- Лейтенант (30 липня 1915; патент від 19 грудня 1915)
- Оберстлейтенант у відставці (10 травня 1922)
- Ротмістр (11 серпня 1934)
- Майор (1 січня 1939)
- Оберстлейтенант (9 листопада 1941)
- Оберст (20 квітня 1943)

## Нагороди
- Залізний хрест
  - 2-го класу (3 листопада 1915)
  - 1-го класу (30 липня 1917)
- Хрест «За військові заслуги» (Ліппе) 1-го класу (23 грудня 1915)
- Хрест «За військові заслуги» (Брауншвейг)
  - 2-го класу (18 січня 1916)
  - 1-го класу (20 серпня 1918)
- Орден дому Ліппе, почесний хрест 4-го класу з мечами (8 листопада 1918)
- Почесний хрест ветерана війни з мечами
- Медаль «За вислугу років у Вермахті» 4-го і 3-го класу (12 років)
- Застібка до Залізного хреста
  - 2-го класу (13 вересня 1939)
  - 1-го класу (31 травня 1940)
- Німецький хрест в золоті (22 листопада 1941)
- Медаль «За зимову кампанію на Сході 1941/42»
- Нагрудний знак «За танкову атаку» в сріблі (23 грудня 1942)
- Лицарський хрест Залізного хреста (30 листопада 1943)
- Нагрудний знак «За поранення» в чорному